# أن أي زد (استديو)
استوديو أن أي زد (باليابانية: 株式会社NAZ، بالروماجي: Kabushiki-gaisha nazu) هو استوديو رسوم متحركة ياباني، تأسس في 19 أبريل عام 2013، ويقع في مدينة موساشينو، أول عمل قام إنتاجه هو هاماتورا.

## أعمال الاستوديو

### مسلسلات أنمي تلفزيونية
- هاماتورا (2014)
- دراماتيكال مردر (2014)
- حبيبتي الأولى غيارو (2017)
- إد: إنفيديد (2020)

## وصلات خارجية
- الموقع الرسمي (باليابانية)
- أن أي زد على موقع ANN company (الإنجليزية)